# Saison 2 de Black-ish
Chronologie
Saison 1 Saison 3
Cet article présente le guide des épisodes de la deuxième saison de la série télévisée américaine Black-ish.

## Généralités
- Aux États-Unis, cette saison a été diffusée du 24 septembre 2014 au 18 mai 2016 sur le réseau ABC.
- Au Canada, la saison a été diffusée en simultané sur Citytv.

## Distribution

### Acteurs principaux
- Anthony Anderson (VF : Sébastien Hébrant) : Andre « Dre » Johnson Sr.
- Tracee Ellis Ross (VF : Marcha Van Boven): Dr Rainbow « Bow » Johnson
- Yara Shahidi (VF : Aaricia Dubois) : Zoey Johnson
- Marcus Scribner (VF : Esteban Oertli) : Andre Johnson Jr.
- Miles Brown (VF : Arsène Van Der Bruggen) : Jack Johnson
- Marsai Martin (VF : Noa Lecot) : Diane Johnson
- Jenifer Lewis (VF : Monique Schlusselberg) : Ruby Johnson, mère de Dre
- Jeff Meacham (VF : Maxime Donnay) : Josh, collègue de travail de Dre
- Peter Mackenzie (en) : Leslie Stevens, patron de Dre

### Acteurs récurrents et invités
- Laurence Fishburne (VF : Robert Guilmard) : Earl « Pops » Johnson
- Deon Cole : Charlie Telphy
- Nicole Sullivan : Janine
- Issac Ryan Brown : Young Dre
- Tyra Banks : elle-même[1]
- Zendaya : Resheida, une amie de Zoey[2]
- Amber Rose : Dominique[3]
- Wanda Sykes : Daphne Lido[4]
- Faizon Love : Sha[4]

## Épisodes

### Épisode 1:Le mot en «n»
- États-Unis /  Canada : 23 septembre 2015 sur ABC[5] / Citytv[6]
- France : 29 avril 2017 sur Comédie+

- États-Unis : 7,30 millions de téléspectateurs[7] (première diffusion)

- Jenifer Lewis (Ruby)
- Nicole Sullivan (Janine)

### Épisode 2:Pierre, feuille, ciseaux... arme à feu
- États-Unis /  Canada : 30 septembre 2015 sur ABC / Citytv
- France : 29 avril 2017 sur Comédie+

- États-Unis : 5,94 millions de téléspectateurs[8] (première diffusion)

- Deon Cole (Charlie Telphy)
- Jeff Meacham (Josh)
- Peter Mackenzie (Mr. Stevens)
- Nicole Sullivan (Janine)
- Steven Lewis (Gun Store Owner)
- Lang Yun (Old Asian Lady)

### Épisode 3:Jamais chez le docteur
- États-Unis /  Canada : 7 octobre 2015 sur ABC / Citytv
- France : 29 avril 2017 sur Comédie+

- États-Unis : 5,86 millions de téléspectateurs[9] (première diffusion)

- Deon Cole (Charlie Telphy)
- Jeff Meacham (Josh)
- Peter Mackenzie (Mr. Stevens)
- Nicole Sullivan (Janine)
- Steven Lewis (Gun Store Owner)
- Lang Yun (Old Asian Lady)

### Épisode 4:Le jour des papas
- États-Unis /  Canada : 14 octobre 2015 sur ABC / Citytv
- France : 29 avril 2017 sur Comédie+

- États-Unis : 5,66 millions de téléspectateurs[10] (première diffusion)

- Zendaya (Resheida)
- Jenifer Lewis (Ruby)
- Deon Cole (Charlie Telphy)
- Jeff Meacham (Josh)
- Peter Mackenzie (Mr. Stevens)
- Catherine Reitman (Lucy)
- Issac Ryan Brown (Young Dre)
- Andrew Daly (Dr Evan Windsor)
- Brad Grunberg (Derrick Blaust)

### Épisode 5:La Révélation
- États-Unis /  Canada : 21 octobre 2015 sur ABC / Citytv
- France : 6 mai 2017 sur Comédie+

- États-Unis : 5,79 millions de téléspectateurs[11] (première diffusion)

- Jenifer Lewis (Ruby)
- Deon Cole (Charlie Telphy)
- Peter Mackenzie (Mr. Stevens)
- Catherine Reitman (Lucy)
- Issac Ryan Brown (Young Dre)
- Marc Evan Jackson (David Cooper)
- Beth Lacke (Andrea Cooper)

### Épisode 6:Des bonbons ou une beigne
- États-Unis /  Canada : 28 octobre 2015 sur ABC / Citytv
- France : 6 mai 2017 sur Comédie+

- États-Unis : 6,18 millions de téléspectateurs[12] (première diffusion)

- Michael Strahan (June Bug)
- Jenifer Lewis (Ruby)
- Nicole Sullivan (Janine)
- Issac Ryan Brown (Young Dre)
- Nathan Anderson (Cousin Dante)
- Notlim Taylor (Cousin Cha-Cha)
- Kezii Curtis (Cousin Carl)
- Sanai Victoria (Cousin Diamond)
- Peter Tuiasosopo (Officer Tuiasosopo)

### Épisode 7:Papa Charlie
- États-Unis /  Canada : 11 novembre 2015 sur ABC / Citytv
- France : 6 mai 2017 sur Comédie+

- États-Unis : 5,97 millions de téléspectateurs[13] (première diffusion)

### Épisode 8:Le code d'honneur
- États-Unis /  Canada : 18 novembre 2015 sur ABC / Citytv
- France : 6 mai 2017 sur Comédie+

- États-Unis : 6,08 millions de téléspectateurs[14] (première diffusion)

### Épisode 9:Le soutien à la communauté
- États-Unis /  Canada : 2 décembre 2015 sur ABC / Citytv
- France : 13 mai 2017 sur Comédie+

- États-Unis : 5,45 millions de téléspectateurs[15] (première diffusion)

### Épisode 10:Un Noël vieille école
- États-Unis /  Canada : 9 décembre 2015 sur ABC / Citytv
- France : 13 mai 2017 sur Comédie+

- États-Unis : 5,97 millions de téléspectateurs[16] (première diffusion)

### Épisode 11:La meilleure amie de Dre
- États-Unis /  Canada : 6 janvier 2016 sur ABC[17] / Citytv
- France : 13 mai 2017 sur Comédie+

- États-Unis : 6,29 millions de téléspectateurs[18] (première diffusion)

### Épisode 12:Les amours de Ruby
- États-Unis /  Canada : 13 janvier 2016 sur ABC / Citytv
- France : 13 mai 2017 sur Comédie+

- États-Unis : 6,06 millions de téléspectateurs[19] (première diffusion)

### Épisode 13:La folie des grandeurs
- États-Unis /  Canada : 20 janvier 2016 sur ABC / Citytv
- France : 20 mai 2017 sur Comédie+

- États-Unis : 5,72 millions de téléspectateurs[20] (première diffusion)

### Épisode 14:Comme un poisson dans l'eau
- États-Unis /  Canada : 10 février 2016 sur ABC / Citytv
- France : 20 mai 2017 sur Comédie+

- États-Unis : 6,02 millions de téléspectateurs[21] (première diffusion)

### Épisode 15:Chassez le naturel?
- États-Unis /  Canada : 17 février 2016 sur ABC / Citytv
- France : 20 mai 2017 sur Comédie+

- États-Unis : 5,74 millions de téléspectateurs[22] (première diffusion)

### Épisode 16:Leçon d'espoir
- États-Unis /  Canada : 24 février 2016 sur ABC / Citytv
- France : 20 mai 2017 sur Comédie+

- États-Unis : 6,18 millions de téléspectateurs[23] (première diffusion)

### Épisode 17: Vivons sport
- États-Unis /  Canada : 16 mars 2016 sur ABC / Citytv
- France : 27 mai 2017 sur Comédie+

- États-Unis : 6,12 millions de téléspectateurs[24] (première diffusion)

### Épisode 18: Une nounou d'enfer
- États-Unis /  Canada : 23 mars 2016 sur ABC / Citytv
- France : 27 mai 2017 sur Comédie+

- États-Unis : 5,98 millions de téléspectateurs[25] (première diffusion)

### Épisode 19: La guerre des tuteurs
- États-Unis /  Canada : 6 avril 2016 sur ABC / Citytv
- France : 27 mai 2017 sur Comédie+

- États-Unis : 5,48 millions de téléspectateurs[26] (première diffusion)

### Épisode 20: Johnson contre Johnson
- États-Unis /  Canada : 13 avril 2016 sur ABC / Citytv
- France : 27 mai 2017 sur Comédie+

- États-Unis : 5,67 millions de téléspectateurs[27] (première diffusion)

### Épisode 21:Le Johnson Show
- États-Unis /  Canada : 27 avril 2016 sur ABC / Citytv
- France : sur Comédie+

- États-Unis : 4,97 millions de téléspectateurs[28] (première diffusion)

- Peter Mackenzie (Mr. Stevens)
- Deon Cole (Charlie Telphy)
- Issac Ryan Brown (Young Dre)
- Nicole Sullivan (Janine)
- Brittany Daniel (Blair)
- Jet Jurgensmeyer (Caleb)
- Mark Bloom (Alan Feinstein)
- Sarah Hudson (Kayla)

### Épisode 22:Une histoire de richesse
- États-Unis /  Canada : 4 mai 2016 sur ABC / Citytv
- France : sur Comédie+

- États-Unis : 5,59 millions de téléspectateurs[29] (première diffusion)

- Regina Hall (Vivian)
- Nat Faxon (Everton)
- Harrison Holzer (Wes)
- Logan Reinhart (Kevin)

### Épisode 23:Papa poule
- États-Unis /  Canada : 11 mai 2016 sur ABC / Citytv
- France : sur Comédie+

- États-Unis : 5,29 millions de téléspectateurs[30] (première diffusion)

- Peter Mackenzie (Mr. Stevens)
- Jeff Meacham (Josh)
- Deon Cole (Charlie Telphy)
- Issac Ryan Brown (Young Dre)

### Épisode 24:Rien qu'un rêve
- États-Unis /  Canada : 18 mai 2016 sur ABC[31] / Citytv
- France : sur Comédie+

- États-Unis : 5,05 millions de téléspectateurs[32] (première diffusion)

- Peter Mackenzie (Mr. Stevens)
- Jeff Meacham (Josh)
- Deon Cole (Charlie Telphy/Bookman)
- Catherine Reitman (Lucy)